# Ciasto francuskie

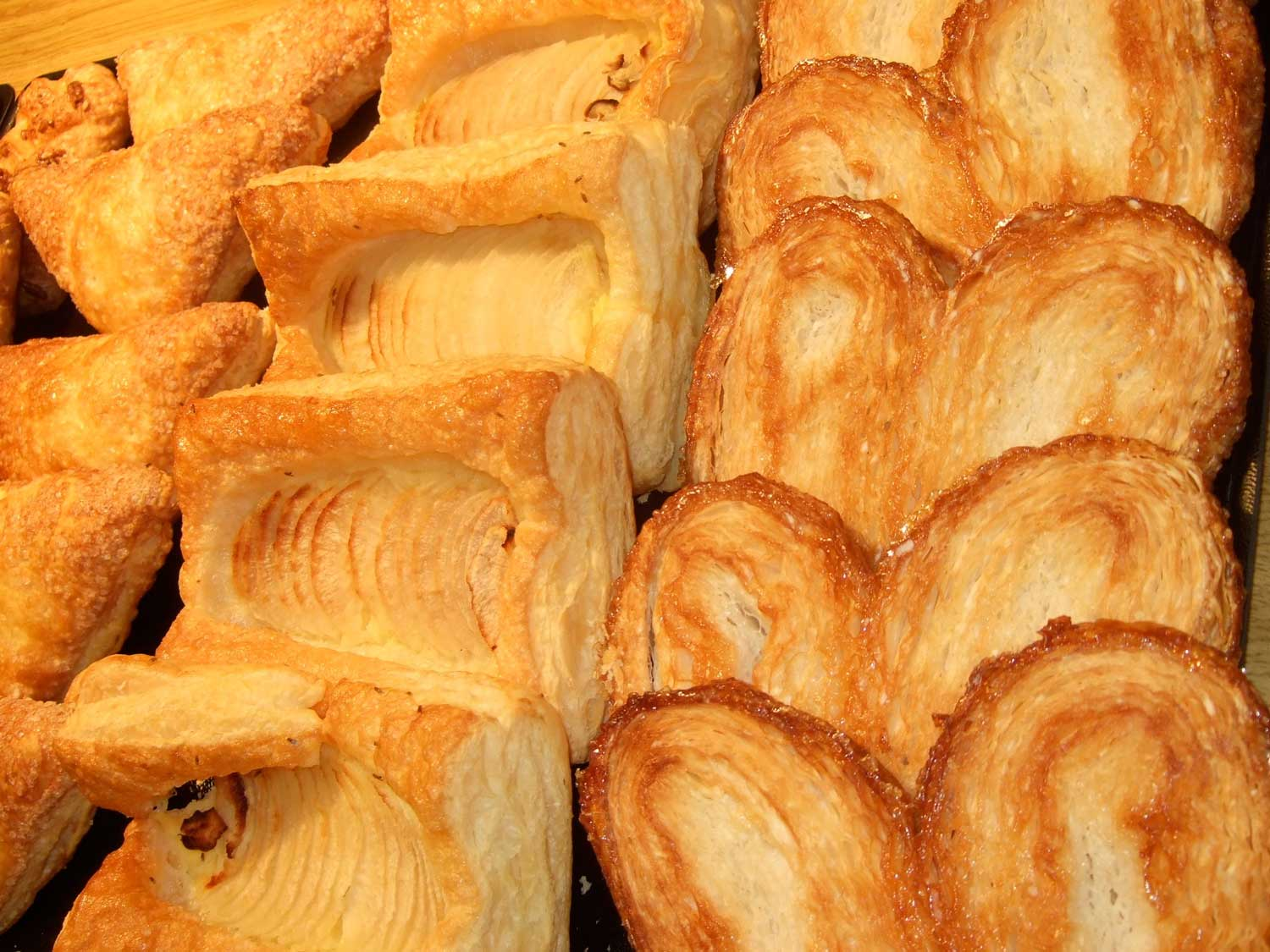
Ciastka z ciasta francuskiego

Ciasto francuskie (fr. pâte feuilletée, ewentualnie feuilletage) – rodzaj ciasta o specyficznej, warstwowej strukturze w postaci cieniutkich listków. Owa właściwość występuje dzięki dużej zawartości tłuszczu, umiejętnemu wałkowaniu i pieczeniu w wysokiej temperaturze.

## Przyrządzanie
Ciasto francuskie otrzymuje się przez połączenie dwóch rodzajów ciast. Ciasto podstawowe, tzw. „grunt”, przygotowuje się z mąki pszennej, jaj, soli i kwasu organicznego (octu lub kwasku cytrynowego). Drugim rodzajem ciasta jest ciasto maślane, złożone z masła z niewielkim dodatkiem mąki.
Ciasto maślane należy ułożyć na cieście podstawowym tak, aby złożyć całość w kopertę. Całość rozwałkowuje się na grubość mniej więcej 2 cm, następnie składa na 4 warstwy i odstawia do schłodzenia. Rozwałkowywanie i składanie należy powtórzyć co najmniej 4 razy – nie więcej niż 6. Wałkowanie ciasta musi być przerywane chłodzeniem, gdyż ono właśnie powoduje zestalanie się tłuszczu w cieście.
Ciasto francuskie należy piec w dość gorącym piekarniku – w temperaturze ok. 200 °C.

## Historia

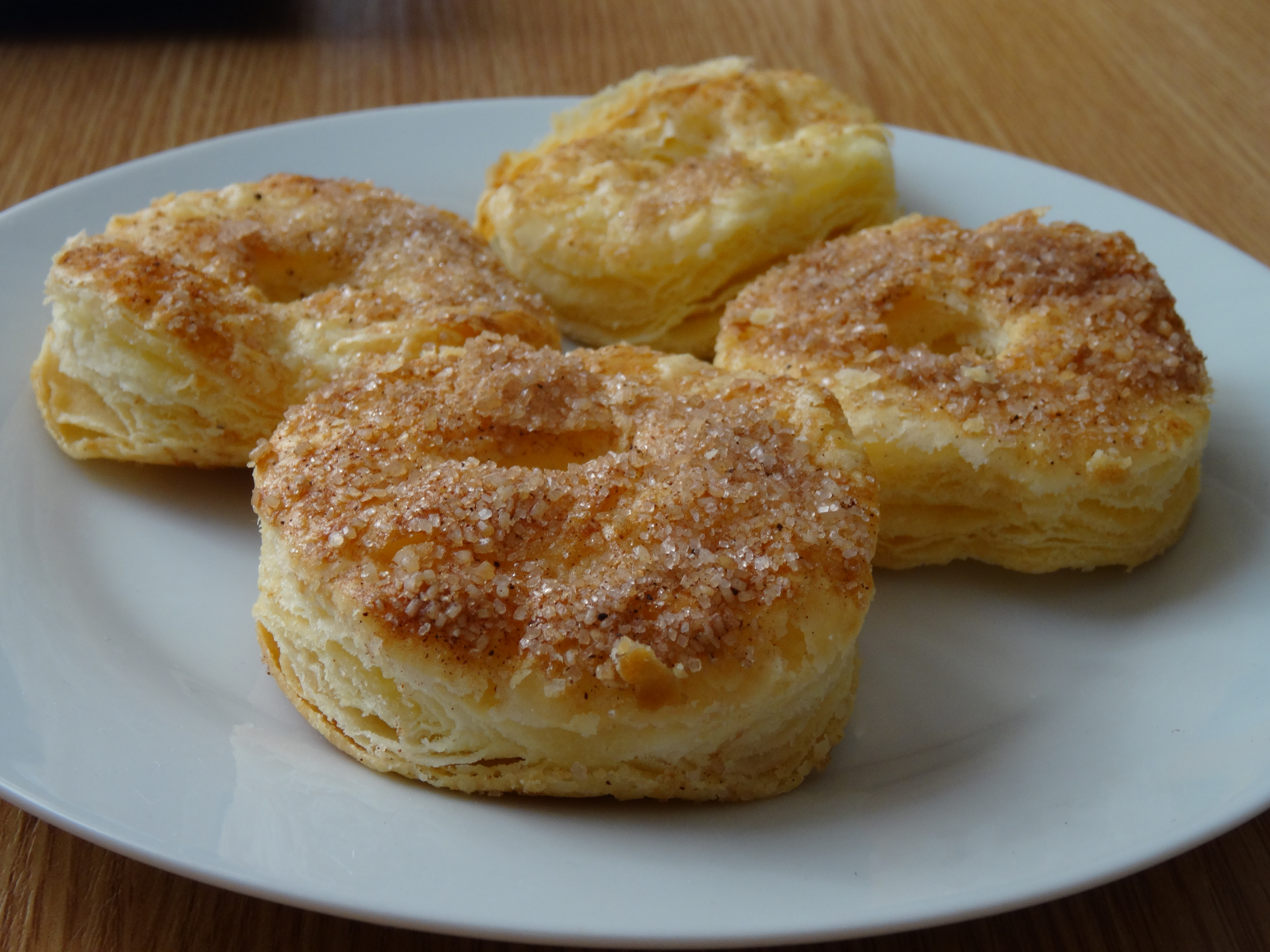
Ciasto francuskie posypane cukrem

Podobne ciasto, choć wyrabiane z oliwą, znane było już w starożytnej Grecji i Rzymie. Także na Bliskim Wschodzie istnieją podobne wyroby cukierniczne (np. baklawa). Niewykluczone, że we Francji ciasto francuskie znane było już w średniowieczu, choć pierwszy dokładny przepis na pâte feuilletée pojawił się w książce kucharskiej wydanej ok. 1650 roku.
W Polsce ciasto francuskie znane jest co najmniej od XVIII wieku, wspomina o nim Jędrzej Kitowicz w Opisie obyczajów za panowania Augusta III. Na Kaszubach kultywowana jest legenda, zgodnie z którą miejscowe ciasto, zwane listkowym, zostało upowszechnione w skali światowej przez Francuzów wizytujących Gdańsk pod wodzą Napoleona Bonaparte w roku 1807.

## Potrawy z ciastem francuskim
Z rozwałkowanego ciasta francuskiego można wykrawać prostokąty, wykładać na nie dodatki słodkie lub wytrawne, a następnie zawijać, skręcać itd. Tego typu wyroby słodkie to: grzebienie (nadziewane, składane na pół, wyginane w kształt podkowy i nacinane w charakterystyczny sposób), koperty (nadziewane masą makową lub serową, składane w formie koperty), rożki (nadziewane jabłkami, składane w formie trójkąta), croissanty. Wyroby słone tak przygotowywane: diablotki (zwijane na kształt śruby), paszteciki (np. vol-au-vent).
Inne ciastka: „języki” (owalne, karbowane ciasteczka) i „krawaty” (ciastka w kształcie muszek), napoleonki (przekładane kremem), rurki z kremem. Słodkie lub wytrawne wypieki pieczone w formach: tartaletki i tarty.
Według tradycji kaszubskiej podawane jako uzupełnienie krelki – odpowiednie proporcje śledzi solonych i suszonych grzybów, uzupełnione cebulą i pieprzem, są oprawiane ziemniakami, a następnie ciastem. Tak przygotowane piec w temperaturze ok. 180 °C. Podawać z sosem czosnkowym i śmietaną.

## Rekomendacje dietetyczne
Ciasto niezalecane w diecie wątrobowej – przy schorzeniach wątroby, trzustki, pęcherzyka żółciowego i dróg żółciowych.